# Copa del Rey 1923
Dvacátý třetí ročník Copa del Rey (španělského poháru) se konal od 25. března do 13. května 1923 za účasti osmi klubů.
Trofej získal již podeváté ve své historii Athletic Bilbao, který porazil ve finále 1:0 CE Europa.